# Nucleasa
Una nucleasa és un enzim capaç d'escindir l'enllaç fosfodièster entre les subunitats de nucleòtids d'àcid nucleics. Algunes publicacions antigues utilitzen els termes de "polinucleotidasa" o "nucleodepolimerasa".
Les nucleases generalment es divideixen a més en endonucleasa i exonucleasa, encara que alguns dels enzims poden caure en ambdues categories.
A finals dels anys 1960, els científics Stuart Linn i Werner Arber van aïllar exemples d'aquests dos tipus d'enzims en els bacteris Escherichia coli (E. coli). Un dels tipus d'enzim es va anomenar "metilasa" i l'altra una "nucleasa de restricció". Aquests van ser eines enzimàtiques importants per tallar i enganxar molècules d'ADN.